# Cmentarz choleryczny w Warszawie
Cmentarz choleryczny w Warszawie – nieistniejący obecnie cmentarz w Warszawie, założony w czasie epidemii cholery, która nawiedziła Pragę w latach 1872–1873.
Cmentarz znajduje się w dzielnicy Praga-Północ za nasypami torów kolejowych biegnących wzdłuż ul. Starzyńskiego, na wysokości ulicy Namysłowskiej.

## Historia
Cmentarz projektu inż. Henryka Sumińskiego otwarto 16 listopada 1872 na esplanadzie fortu Śliwickiego. Opiekę nad nekropolią sprawował Cezary Skoryna, właściciel fabryki kamieni i maszyn młyńskich przy ul. Olszowej na Pradze. 19 stycznia 1874 cmentarz przejęło miasto, lecz poczuwający się do opieki Skoryna sam zatrudnił stróża, który pilnował nagrobków i dbał o zieleń. W 1876 było tu 55 nagrobków, a ostatni pochówek choleryczny miał miejsce 8 stycznia 1883. W latach 1876–1882 z rozkazu władz wojskowych pochowano tu 7 żołnierzy „bałwochwalców“ (wyznawców religii pogańskich). Ogółem pochowano tam 484 zmarłych na cholerę i 7 żołnierzy. Był to jeden z trzech cmentarzy cholerycznych wymienianych w Warszawie, obok cmentarza przy szpitalu św. Ducha przy ul. Długiej i cmentarza na Kępie Pólkowskiej.
Zapomniany cmentarz skasowano w 1908 podczas budowy węzła kolejowego linii Drogi Żelaznej Nadwiślańskiej, a szczątki zmarłych przeniesiono do zbiorowej mogiły na północ od pierwotnego położenia cmentarza. Miejsce spoczynku szczątków upamiętniono pomnikiem z inskrypcją o treści:
Tu spoczywają szczątki 478 ofiar zarazy cholerycznej z lat 1872–73 zebrane pod wspólną mogiłą po zniesieniu cmentarza cholerycznego przy budowie węzła kolejowego w 1908 roku.
W 1909 wzniesiono pomnik projektu inż. Lubickiego, kierownika budowy węzła, w nowym miejscu na koszt władz kolejowych. Jednak jeszcze w 1910 kolej nie mogła uzgodnić z zarządem cmentarza Bródnowskiego dozoru nad mogiłą. Pomnik zwieńczony krzyżem wykonanym z piaskowca otoczono ceglanym murem o wymiarach 10 na 10 metrów i wysokości około 1,3 metra z motywem krzyża, który z biegiem lat rozsypał się, a sam pomnik przewrócił się. Ostatni raz upamiętnienie poddano renowacji przed II wojną światową.
Po 1989 teren cmentarza został oczyszczony przez grupę zapaleńców, a sama mogiła wybetonowana. 
W 2009 stuletni pomnik został usunięty, a odłamki skruszonego piaskowca pozostałe po rozbiórce monumentu złożono na betonowej płycie mogiły, przesuniętej bliżej nasypu kolejowego modernizowanej w tym czasie linii kolejowej nr 9 Warszawa Wschodnia-Gdańsk Główny. Prace rewitalizacyjne zakończono w maju 2010. Sprawująca opiekę nad terenem dawnego cmentarza spółka PKP Polskie Linie Kolejowe odtworzyła kamienny pomnik (wzorem oryginału z jasnego piaskowca) i zrekonstruowała otaczający go ceglany mur. Wzmocnione zostały także fundamenty grobu, wycięto roślinność zaburzającą pierwotny układ drzew na terenie cmentarza i zagrażającą zabytkowym murom. Po remoncie mogiłę otoczono parkanem dodatkowo zabezpieczającym ją przed dewastacją oraz uniemożliwiającym dostęp osób postronnych.
W 2012 cmentarz został wpisany do rejestru zabytków.
W maju 2020 rozpoczęto budowę przepustu w nasypie kolejowym przy ul. Starzyńskiego na wysokości ul. Namysłowskiej, co ma ułatwić dostęp do nekropolii. W nasypie zainstalowano zamknięte na klucz bramy.

## Galeria

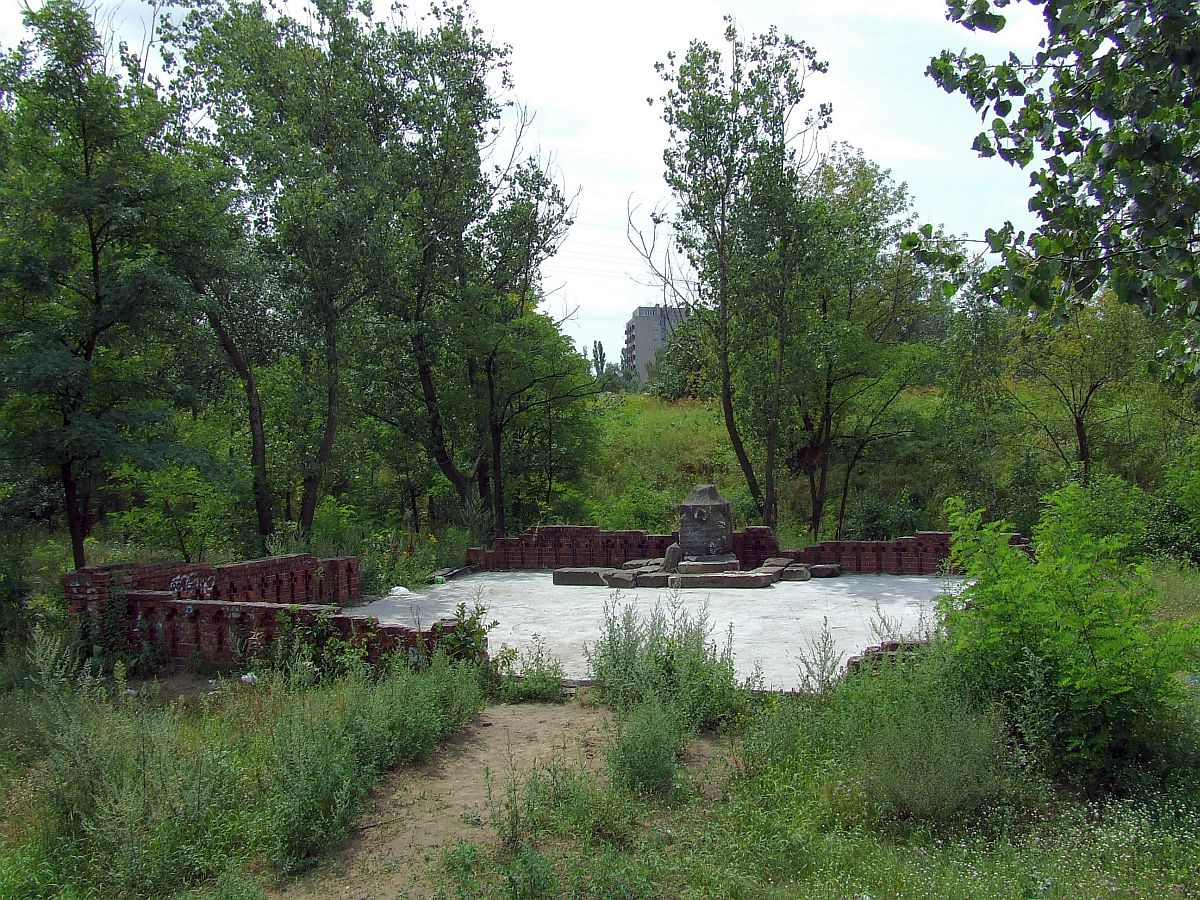
Nekropolia przed remontem (2007)
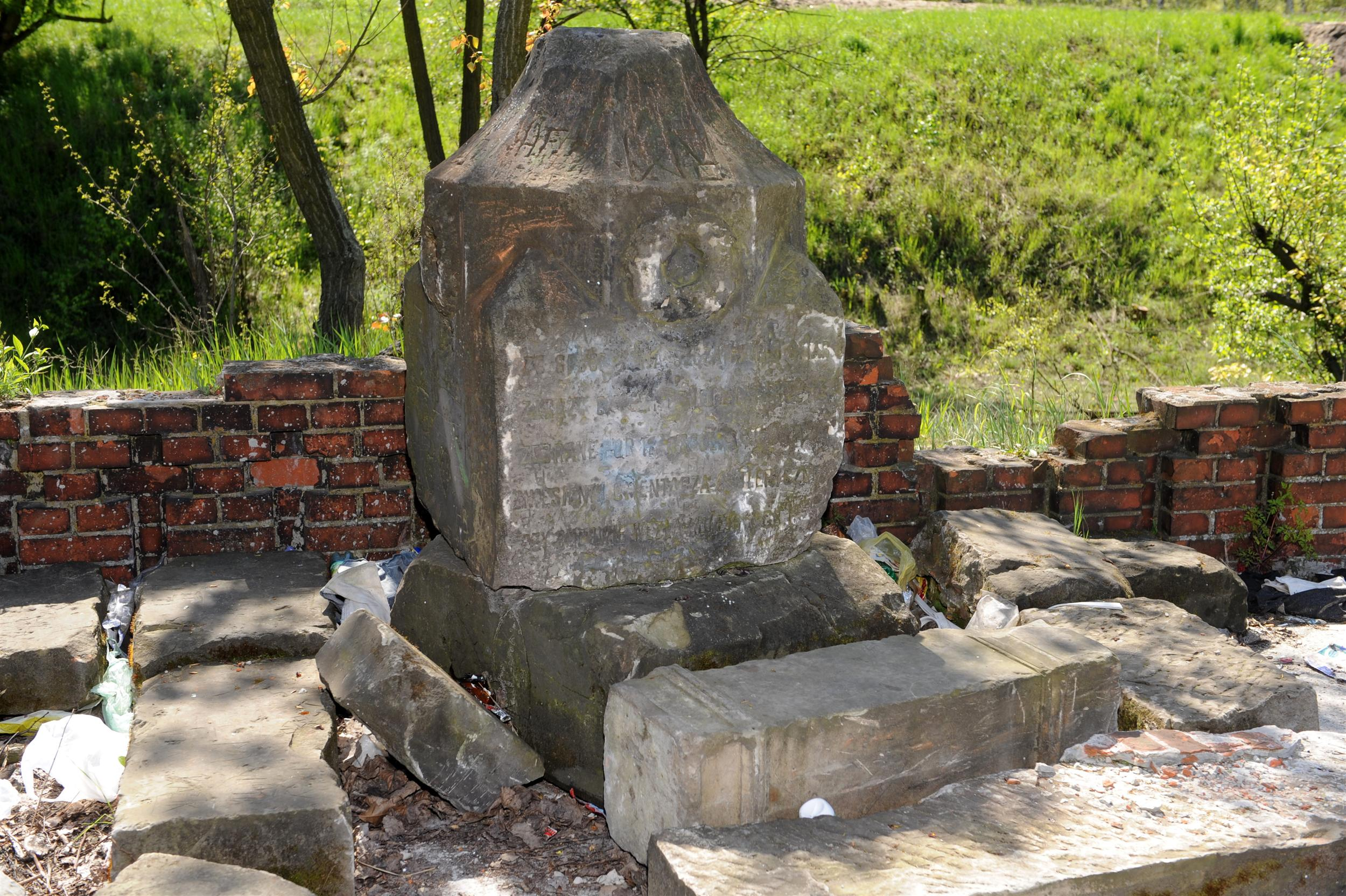
Pozostałości wybudowanego w 1909 pomnika upamiętniającego cmentarz. Zdewastowany pomnik został zburzony w kwietniu 2009
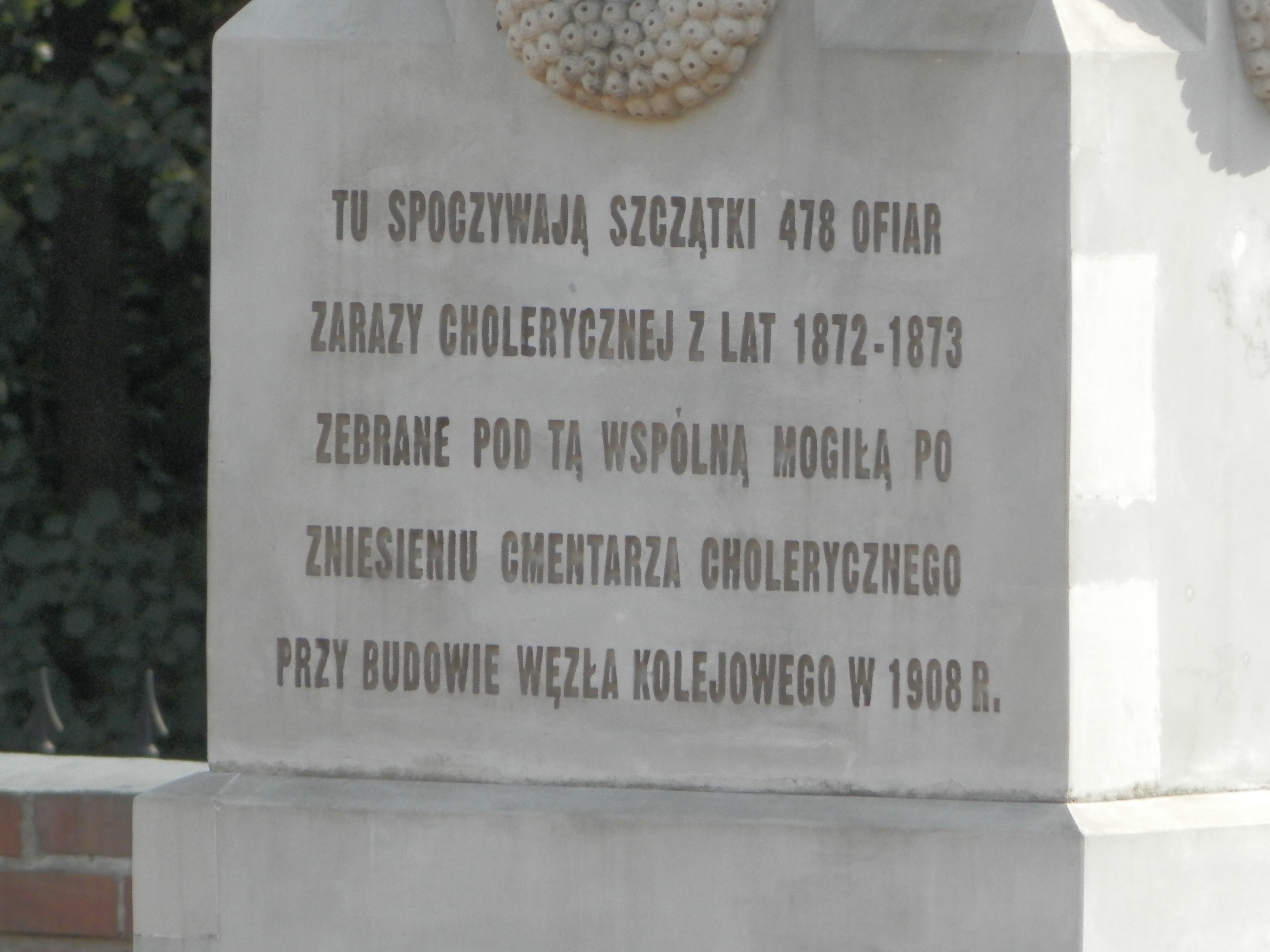
Napis na pomniku
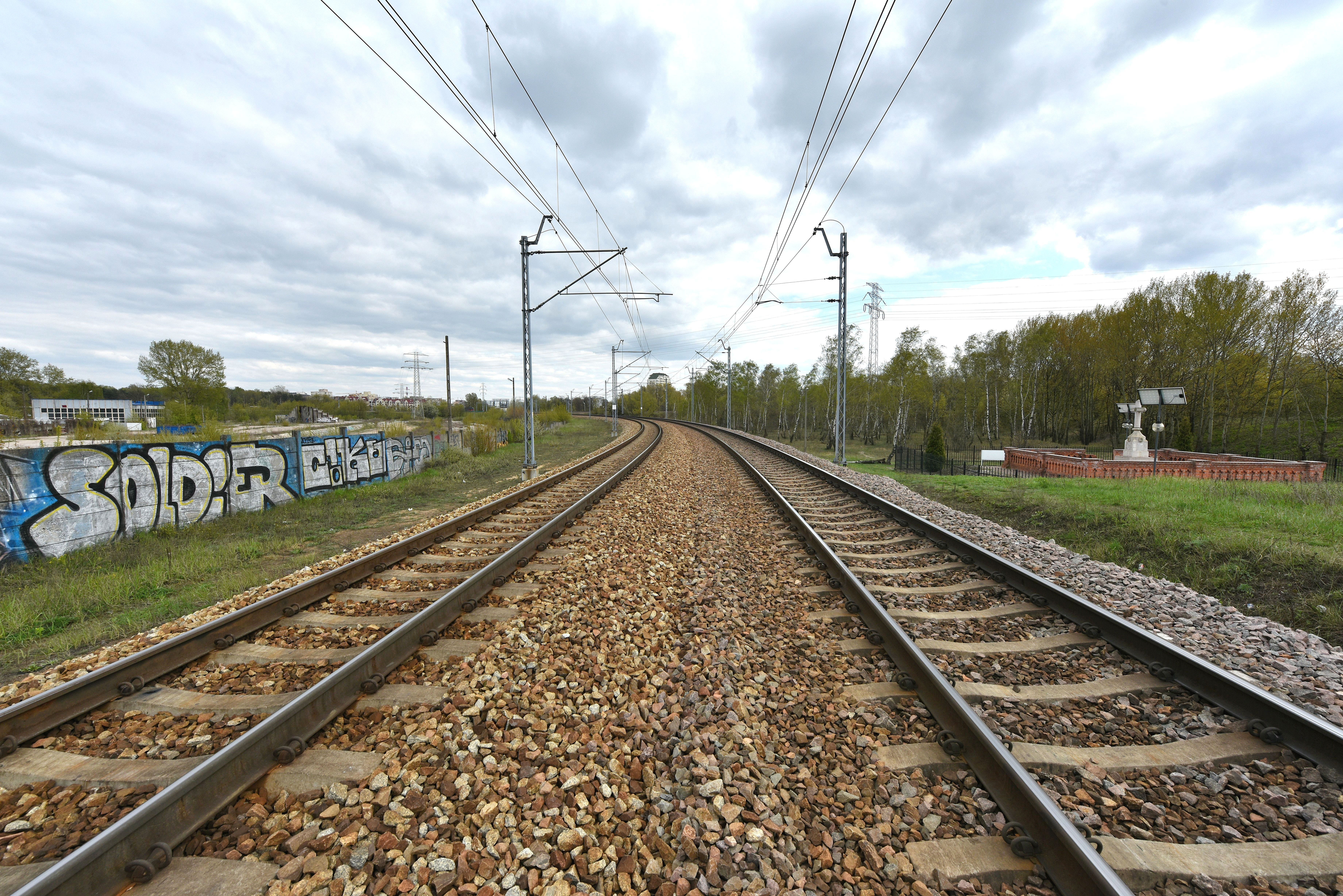
Cmentarz (po prawej stronie) widziany z torów linii kolejowej nr 9